# Свещена война (песен)
Вижте пояснителната страница за други значения на Свещена война.
Свещена война (на руски: Священная война) е съветска военно-патриотична песен от Втората световна война, която в Русия символизира защитата на отечеството.

## Свещена война

### Създаване
На 22 юни 1941 г. в хода на Втората световна война Третия райх напада СССР. След два дена на 24 юни 1941 едновременно във вестниците „Известия“ и „Красная Звезда“ е публикувано стихотворението на поета Василий Лебедев-Кумач „Священная война“. Композиторът Александър Александров веднага пише музика към текста. Певците и музикантите от „Червенознаменния ансамбъл за песни и танци на СССР“ преписват текста и музиката на работните си тетрадки. Песента спешно е разучена и още на 26 юни 1941 г. част от ансамбъла я изпълнява пет пъти на Беларуската гара в Москва при изпращане на военни части на фронта.

### Популярност
Всяка сутрин Радио „Москва“ започва емисиите си с песента след ударите на Кремълските камбани. Музиката внушава още с началото си трагизъм, непреклонна и страшна решителност в невероятно трудната война, съчетана с широка мелодична разпевност. Текстът извежда свещения, народен и решителен характер на защитата на отечеството и изключва всякъкъв компромис и двусмисленост. Песента придобива масова популярност сред руските войници. Поддържа бойният им дух особено в тежките отбранителни битки през 1941 и 1942 г. Записана е през тези години на грамофонна плоча (1941-1942).
„Священная война“ бързо се превръща в песен-символ на защитата на СССР в годините на Втората световна война. Получава популярност по целия свят. В следвоенните години, неизменно се изпълнява от „Червенознаменния ансамбъл за песни и танци на СССР“ при неговите концерти в родината и чужбина.
На 22 май 2007 г. ансамбълът е бурно аплодиран при изпълнението на песента в Щаб-квартирата на НАТО в Брюксел. На ежегодния парад на победата на СССР над Третия райх на 9 май на Червения площад в Москва под звуците на песента се изнася държавния флаг на Руската федерация и Знамето на победата.

### Текст
| Священная война Вставай, страна огромная, Вставай на смертный бой С фашистской силой темною, С проклятою ордой! Припев: Пусть ярость благородная Вскипает, как волна,- Идет война народная, Священная война! Как два различных полюса, Во всем враждебны мы: За свет и мир мы боремся, Они – за царство тьмы. Дадим отпор душителям Всех пламенных идей, Насильникам, грабителям, Мучителям людей! Не смеют крылья черные Над Родиной летать, Поля ее просторные Не смеет враг топтать! Гнилой фашистской нечисти Загоним пулю в лоб, Отребью человечества Сколотим крепкий гроб! Пойдем ломить всей силою, Всем сердцем, всей душой За землю нашу милую, За наш Союз большой! Встает страна огромная, Встает на смертный бой С фашистской силой темною, С проклятою ордой. Пусть ярость благородная Вскипает, как волна,- Идет война народная, Священная война! | Оригинален текст на песента: Вставай, страна огромная, Вставай на смертный бой С фашистской силой тёмною, С проклятою ордой. Припев x 2: Пусть ярость благородная Вскипает, как волна! Идёт война народная, Священная война! Дадим отпор душителям Всех пламенных идей, Насильникам, грабителям, Мучителям людей! Припев Не смеют крылья чёрные Над Родиной летать, Поля её просторные Не смеет враг топтать! Припев Гнилой фашистской нечисти Загоним пулю в лоб, Отребью человечества Сколотим крепкий гроб! Припев x 2 |

1941 г.
- Текст: Василий Лебедев-Кумач
- Музика: Александър Александров